# Hoop, liefde en vertrouwen
Hoop, liefde en vertrouwen is een single van de Nederlandse zanger Jan Smit uit 2013. Het nummer is afkomstig van zijn studioalbum Vrienden uit 2012. Het nummer is een ode aan zijn stiefdochter Fem. De single werd uitgebracht op 8 februari 2013 en een week later kwam het op nummer 1 binnen van de Nederlandse Single Top 100. Het werd Smits's achttiende nummer 1-hit in deze lijst en de dertiende single die op nummer 1 binnenkwam. De Nederlandse Top 40 werd niet gehaald, de single bleef in de Tipparade steken.

## Hitlijst

### NederlandseSingle Top 100
| Hitnotering: 16-02-2013 t/m 06-04-2013 | Hitnotering: 16-02-2013 t/m 06-04-2013 | Hitnotering: 16-02-2013 t/m 06-04-2013 | Hitnotering: 16-02-2013 t/m 06-04-2013 | Hitnotering: 16-02-2013 t/m 06-04-2013 | Hitnotering: 16-02-2013 t/m 06-04-2013 | Hitnotering: 16-02-2013 t/m 06-04-2013 | Hitnotering: 16-02-2013 t/m 06-04-2013 | Hitnotering: 16-02-2013 t/m 06-04-2013 | Hitnotering: 16-02-2013 t/m 06-04-2013 |
| Week:                                  | 1                                      | 2                                      | 3                                      | 4                                      | 5                                      | 6                                      | 7                                      | 8                                      |                                        |
| -------------------------------------- | -------------------------------------- | -------------------------------------- | -------------------------------------- | -------------------------------------- | -------------------------------------- | -------------------------------------- | -------------------------------------- | -------------------------------------- | -------------------------------------- |
| Positie:                               | 1                                      | 7                                      | 24                                     | 27                                     | 87                                     | 88                                     | 92                                     | 99                                     | uit                                    |